# Hadleigh Farm

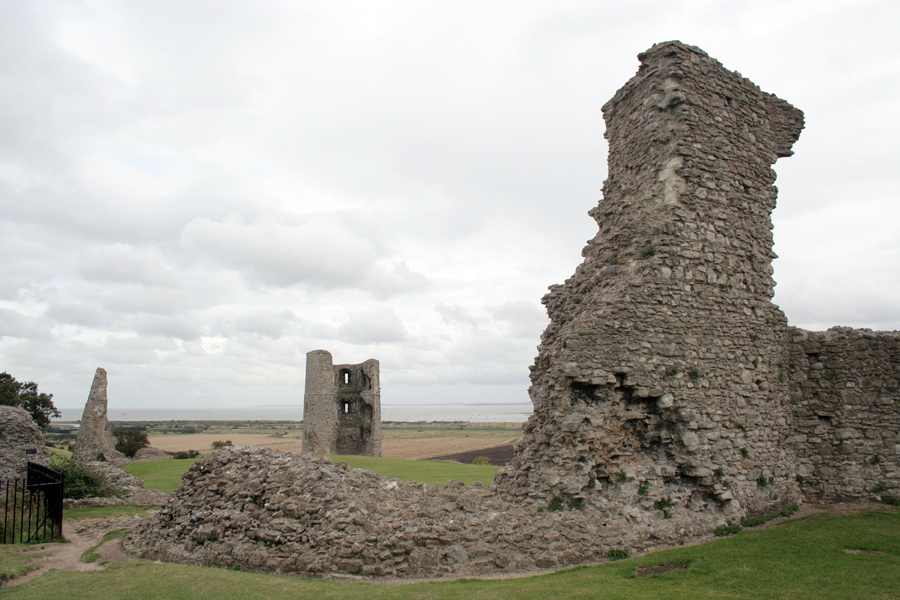
Burgruine Hadleigh Castle

Die Hadleigh Farm war ein Austragungsort der Olympischen Spiele 2012 und liegt in Hadleigh in der Grafschaft Essex, etwa 50 km nordöstlich von London. Sie liegt innerhalb des etwa 220 Hektar großen Hadleigh Country Parks, einem Naherholungs- und Naturschutzgebiet.
Bei den Olympischen Spielen wurden hier die Wettbewerbe im Mountainbike ausgetragen. Es entstanden temporäre Tribünen für etwa 3000 Zuschauer. Rund um die Strecke konnten die Zuschauer die Wettbewerbe außerdem ohne Ticketkauf verfolgen. Der Kurs wurde seit Juli 2010 gebaut und im März 2011 fertiggestellt. Ob er nach Abschluss der Wettbewerbe erhalten bleibt, ist noch nicht abschließend entschieden. Der Kurs verläuft rund um die Burgruine Hadleigh Castle.
Der ursprünglich als Austragungsort für Mountainbike geplante Weald Country Park wurde auf Drängen des Radsport-Weltverbandes UCI durch die Hadleigh Farm ersetzt, da das Terrain hier technisch anspruchsvoller und selektiver ist.